# Burzyk fidżyjski
Burzyk fidżyjski, petrel fidżijski (Pseudobulweria macgillivrayi) – gatunek średniej wielkości ptaka z rodziny burzykowatych (Procellariidae). Znany wyłącznie z fidżyjskiej wyspy Gau. Krytycznie zagrożony wyginięciem.

## Taksonomia i historia badań
Po raz pierwszy gatunek opisał George Robert Gray w 1859 w Catalogue of birds of the tropical islands of the Pacific Ocean, in the collection of the British Museum. Holotyp pochodził z wyspy Gau (Fidżi), został odłowiony w październiku 1855 przez oficera medycznego F.M. Raynera podczas podróży HMS Herald. Gray nadał nowemu gatunkowi nazwę Thalassidroma (Bulweria) Macgillivrayi. Obecnie (2021) akceptowana przez Międzynarodowy Komitet Ornitologiczny nazwa to Pseudobulweria macgillivrayi. Początkowo holotyp burzyka fidżyjskiego uznawano, dzięki publikacji Salvina z 1896, za dorosłego samca, jednak według BirdLife International był to osobnik młodociany. Przez wiele lat okaz ten był jedynym znanym nauce. W 1964 i 1965 roku odnotowano kilka niepotwierdzonych stwierdzeń, ale dopiero w 1984, po wielu miesiącach poszukiwań, udało się schwytać kolejnego osobnika; został on zbadany, sfotografowany, zmierzony, zważony, a następnie wypuszczony na wolność. Pomiędzy 1983 a 2012 rokiem odnotowano w sumie 21 stwierdzeń tego ptaka.
Burzyk fidżyjski to gatunek monotypowy.

## Morfologia
Długość ciała wynosi 29–30 cm, masa ciała 120–145 g, rozpiętość skrzydeł około 73 cm. Większość upierzenia czekoladowobrązowa, możliwe że boki głowy są ciemniejsze. Dziób czarny, tęczówka ciemna. Skoki jasnoniebieskie; stopy czarne, na błonach pławnych występują jasnoniebieskie plamy.

## Zasięg, ekologia i zachowanie
Burzyki fidżyjskie odnotowano jedynie na Gau – piątej co do wielkości wyspie Fidżi – i otaczających ją wodach. Prawdopodobnie gniazdują na nierównym terenie (Gau to wyspa wulkaniczna) w interiorze wyspy. Brak pewnych informacji o głosie, pożywieniu i lęgach.

## Status
IUCN uznaje burzyka fidżyjskiego za gatunek krytycznie zagrożony wyginięciem (CR, Critically Endangered) nieprzerwanie od 1994 (stan w 2021). Liczebność populacji prawdopodobnie nie przekracza 50 par, choć z uwagi na skrajnie nieliczne stwierdzenia możliwe, że jest mniejsza niż 50 dorosłych osobników. Zagrożeniem jest prawdopodobnie drapieżnictwo ze strony kotów, szczurów i zdziczałych świń. Choć współwystępujące z fidżyjskimi petrele obrożne (Pterodroma brevipes) zdają się nie ponosić dużych strat z tego powodu, możliwe że burzyki fidżyjskie mają dłuższy sezon lęgowy i tym samym więcej okazji do padnięcia ofiarą drapieżnika.